# Papirus 1
Papirus Oxyrynchus 2, papirus 1 (według numeracji Gregory-Aland), oznaczany symbolem {\displaystyle {\mathfrak {P}}^{1},} ε 01 (von Soden) – papirusowy rękopis greckiego Nowego Testamentu. Zawiera fragment Ewangelii Mateusza 1,1-9.12.14-20. Datowany paleograficznie na początek III wieku. Przechowywany w University of Pennsylvania Museum of Archaeology and Anthropology w Filadelfii. Odkryty w Oksyrynchos w Egipcie.

## Opis
Manuskrypt jest fragmentem dwóch kart o rozmiarze 14,7 na 15 cm. Oryginalny rękopis był kodeksem zawierającym dwie karty w jednym foliale. Zapisany jest tekstem ciągłym, nie zawierającym przerw pomiędzy wyrazami. Nieobecne są akcenty i przydechy. Tekst pisany jest jedną kolumną na stronę i 27-29 linijek tekstu w kolumnie. Tekst ocalały stanowią fragmenty Mt 1,1-9.12 i 1,14-20. Nomina sacra zapisywane są w sposób skrócony: ΙC, XC, YC, ΠNA, KΣ.

## Tekst
Kodeks reprezentuje tekst aleksandryjski. Rękopis zaklasyfikowany został do I kategorii Alanda.
Tekst rękopisu jest generalnie zgodny z Kodeksem Watykańskim, z nielicznymi rozbieżnościami. Jako przykład zgodności podawany jest 1,3 (ζαρε przeciwko ζαρα). Rozbieżności dotyczą przede wszystkim pisowni imion w rodowodzie.
Recto
[1,1] βιβλος γενεσεως ι̅υ̅ χ̅υ̅ υ̅υ̅ δαυιδ [υ̅υ̅]
αβρααμ [1,2] αβρααμ ε̣γ̣εννησεν τον̣ [ισαακ]
ισαακ δ̣[ε] ε̣γενν̣η̣σεν τ[ον] ιακω̣β̣ [ιακωβ]
δε εγ[ε]ν̣ν̣ησεν̣ τ̣ον̣ ιου̣δαν κ̣[α]ι̣ τ̣[ους]
α̣[δ]ελφο̣υ̣ς αυτου [1,3] ιουδα̣ς̣ δ̣ε εγεν̣ν̣η̣
σ̣ε̣ν̣ τον φαρες και τον ζαρε εκ της θα̣
μ̣αρ̣ φαρες δε εγεννησεν τον ε̣σρ̣ωμ
εσ[ρω]μ̣ δε εγ̣ε̣ννη̣σ̣ε̣ν τ̣[ο]ν̣ α̣ρ̣α̣μ̣ [1,4] α̣[ραμ]
δε̣ [ε]γ̣ε̣ννησεν το̣ν̣ α̣μ̣μ̣ι̣ν̣α̣δ̣α̣β̣ α̣μ̣
μ̣[ι]ν̣α̣δ̣[α]β δε εγεννησεν̣ τον ναασ̣σων
ν̣αα[σ]σων δε εγενν[ησ]ε̣ν τον σαλ̣[μω]ν
[1,5] σαλμων δε εγενν[η]σ̣εν τον βοες̣ [εκ]
της ραχαβ βοες δε ε̣γ̣ε̣ννησεν τον ι
ωβηδ εκ της ρ[ο]υθ ιω̣[βηδ δ]ε εγεννη̣
σεν τον ιεσ̣σ̣α̣ι [1,6] ιεσ̣σ̣[αι] δ̣ε ε̣γ̣ε̣ν̣νησεν
τον δα̣υ̣ι̣δ̣ τ̣ον βα̣σιλ̣ε̣[α δαυ]ι̣δ̣ δ̣ε̣ εγ̣εν
νησ̣εν τον σο̣λο̣μωνα̣ ε̣κ̣ τ̣η̣ς ουρειου. [1,7] σο̣
λομ̣ων δε εγενν̣ησ̣εν̣ τ̣ο̣ν̣ [ρ]οβοαμ ροβο
α̣μ δε εγ̣ενν̣η̣σ̣εν̣ τ̣[ο]ν̣ [αβει]α αβ̣ει̣α̣ δε
εγεν̣ν̣ησεν [το]ν ασα̣[φ] [1,8] [α]σ[α]φ̣ δε̣ ε̣γ̣ε̣ν
νη̣σ̣ε̣ν̣ τον ιωσαφατ̣ ι̣[ω]σ̣α̣φατ δ[ε] ε̣γε̣ν
ν[η]σ̣ε̣[ν] το̣ν̣ ιωραμ ιωρ̣α̣μ̣ δε εγεν̣[νησεν
τον] ο̣ζε̣[ι]α̣ν [1,9] οζει̣ας̣ δ̣ε εγ̣εν̣[νησεν]
lacuna [1,12] lacuna [με
τοικεσιαν βαβυλωνος ιεχονι]ας εγ[εν
νησεν] lacuna
Verso
[1,14] lacuna
[τον σ]α̣δω[κ σ]αδωκ̣ δε̣ ε̣γεννησεν το[ν
αχειμ] αχ̣ειμ δε εγε[ν]νησεν τον ελιου[δ]
[1,15] [ελιου]δ̣ δ̣ε̣ εγ[εν]νη̣[σ]ε̣[ν] τον ελε̣α̣ζαρ ελε
[αζ]α̣ρ [δε εγ]ενν̣ησεν [το]ν μ̣α̣θ̣θα̣ν̣ μαθθα̣[ν]
δ̣ε ε̣γε̣ν̣νη̣[σ]ε̣ν τον̣ [ι]ακωβ [1,16] ια̣κωβ δε
[εγ]εννησ̣εν̣ τ̣ον ιωσ̣η̣φ τον α̣νδρα μ̣[α]
ρ̣ι̣ας̣ [ε]ξ ης εγενν[ηθ]η̣ ι̅ς̅ ο λεγομενο[ς χ̅̅ς̅]
[1,17] π̣ασ̣α̣ι̣ ο̣υ̣ν̣ γ̣ε̣[νε]α̣ι̣ α̣πο αβρααμ εω̣ς̣
δαυιδ γενεαι ι̅δ̣̅ και̣ απο̣ [δ]α̣[υ]ι̣δ̣ [ε]ω̣ς̣ τ̣η̣[ς]
μετοικεσ̣ια̣ς βαβυλωνο̣[ς] γ̣ε[νεαι] ι̅δ̣̅ κ̣α̣[ι]
α̣π̣ο της μετ̣[οι]κεσι̣ας βα̣β[υ]λων̣[ο]ς εως
του χ̅υ̣̅ γ̣ενε̣α̣ι̣ [ι̅]δ̅ [1,18] του δε ι̅υ̣̅ χ̅υ̅ η γενε
σις ουτως ην μ̣ν̣ηστ̣ε̣[υ]θεισης της μη
τρος αυτου μ̣[αρι]α̣[ς] τω̣ [ιω]σηφ πριν η συν
[ε]λ̣θε̣[ι]ν αυ[το]υ̣[ς] ε̣υ̣ρε̣[θη] ε̣ν γ̣αστρι εχου
σα̣ ε̣[κ π̅ν̅ς̅ αγιου] [1,19] [ιωσηφ δε ο] ανη̣ρ̣ α̣υ̣
τ̣η̣ς̣ [δι]κ̣α̣ι[ος ων και μη θελων αυτην]
δ̣ειγμα̣[τ]ε̣[ισαι εβουλη]θ̣η̣ [λαθρα
α]π̣ο̣λυ[σαι] α̣[υ]τ̣[η]ν̣ [1,20] [τ]αυ̣τ̣α̣ [δε αυτου εν
θ]υ̣μ̣η[θεντος ι]δ̣ο̣υ̣ α̣γ̣[γελο]ς̣ κ̣̅υ̣̅ [κ]α̣[τ
ο]ν̣αρ [εφανη αυ]τω̣ [λεγων] ι̣ω̣σ̣[η]φ
υιος] δ̣[αυιδ] μ̣[η] φο̣[βηθη]ς̣ π̣α̣ρ̣[αλαβ]ει̅
[μ]α̣ρι̣α̣ν̣ [την] γ̣υ̣ναι[κα σου] τ̣ο̣ [γαρ εν αυ
τη γεν]νηθ̣ε̣ν̣ ε̣[κ] π̅ν̅ς̅ [εστιν] α̣[γιου]
[1,21-23] lacuna
με̣[θερμηνευομενον μεθ ημων ο θ̅ς̅]
Niezgodności z Vaticanus
Powszechnie uważa się, że niezgodności są niewielkie, Herman C. Hoskier jednak uważał, że są na tyle znaczące i liczne, iż nie można nazwać ich niewielkimi.
| Papyrus 1 ΥΥ ΔΑΥΙΔ ΑΜΙΝΑΔΑΒ ΔΑΥΙΔ ΤΗΣ ΟΥΡΕΙΟΥ ΑΒ[ΕΙ]Α ΑΒΕΙΑ ΕΓΕ[ΝΗΣΕΝ] illeg ΜΑΘΘΑΝ ΙΩΣΗΦ ΓΕΝΕΑΙ ΔΑΥΙΔ ΙΔ ΙΥ ΧΥ ΔΕΙΓΜΑ[Τ]ΕΙΣΑΙ ΔΑΥΙΔ | Vaticanus ΥΙΟΥ ΔΑΥΕΙΔ ΑΜΕΙΝΑΔΑΒ ΔΑΥΕΙΔ ΤΗΣ ΤΟΥ ΟΥΡΕΙΟΥ ΑΒΙΑ ΓΕΝΝΑ ΤΟΝ ΣΕΛΑΘΙΗΛ ΣΕΛΑΘΙΗΛ ΔΕ ΓΕΝΝΑ ΑΒΙΟΥΤ ΜΑΤΘΑΝ ΤΟΝ ΙΩΣΗΦ ΑΙ ΓΕΝΕΑΙ ΔΑΥΕΙΔ ΔΕΚΑΤΕΣΣΑΡΕΣ ΧΥ ΙΥ ΔΕΙΓΜΑΤΙΣΑΙ ΔΑΥΕΙΔ |

## Historia
Bernard Pyne Grenfell i Arthur Surridge Hunt odkryli rękopis w Oksyrynchos drugiego dnia wykopalisk (zima 1896-1897). Tekst rękopisu został opublikowany w pierwszym tomie The Oxyrhynchus Papyri w 1898 roku. Przekazany został Uniwersytetowi w Pennsylwanii ze względu na finansowanie wykopalisk. Przez trzy dekady uchodził za najstarszy fragment Nowego Testamentu.
Grenfell i Hunt warianty tekstowe rękopisu uznali za mało istotne, a ograniczają się głównie do pisowni imion. Odkrywcy kodeksu skolacjonowali jego tekst przeciwko Textus receptus i przeciwko tekstowi Westcotta i Horta. Zauważyli, że reprezentuje ten sam typ tekstu co Kodeks Synajski i Watykański, bez jakichkolwiek naleciałości tekstu zachodniego i bizantyjskiego. Zazwyczaj jest zgodny z tymi dwoma kodeksami, gdy te są zgodne z sobą. Gdy się różnią papirus zasadniczo nie podąża za żadnym z nich, ale jest bliższy dla Kodeksu Watykańskiego, zwłaszcza przy transkrypcji imion. Tylko w jednym ważnym przypadku zgodny jest z Kodeksem Synajskim (του δε Ιησου Χριστου).

## Literatura
- B. P. Grenfell & A. S. Hunt, Oxyrhynchus Papyri I (London, 1898), s. 4–7.
- C. R. Gregory, Die griechischen Handschriften des Neuen Testament, s. 44.
- Karl Wessely, Les plus anciens monuments du christianisme, Patrologia Orientalis IV, 2, 1907, s. 142–144.
- E. Schofield, The Papyrus Fragments of the Greek New Testament, Diss. Louisville 1936, s. 86–91.
- Philip W. Comfort and David P Barrett. The Text of the Earliest New Testament Greek Manuscripts. Wheaton, Illinois: Tyndale House Publishers Incorporated, 2001, s. 40–41. (full text of the codex transcribed)
- Peter M. Head, „Observations on Early Papyri of the Synoptic Gospels, especially on the 'Scribal Habits'”, Biblica, 1990, tom 71, s. 240–247.